# Tuskegee University

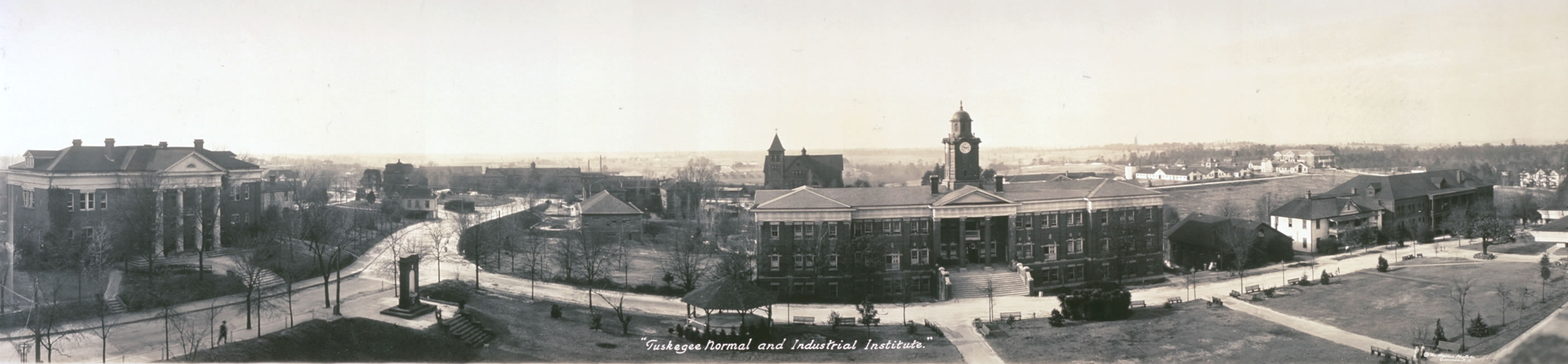
Der Campus, 1916

Die Tuskegee University ist eine der bekanntesten historischen afroamerikanischen Bildungseinrichtungen in den Vereinigten Staaten. Sie ist in der Stadt Tuskegee, Alabama beheimatet und existiert bis heute. Mittlerweile steht sie allen Bevölkerungsgruppen offen.

## Geschichte

### Gründung

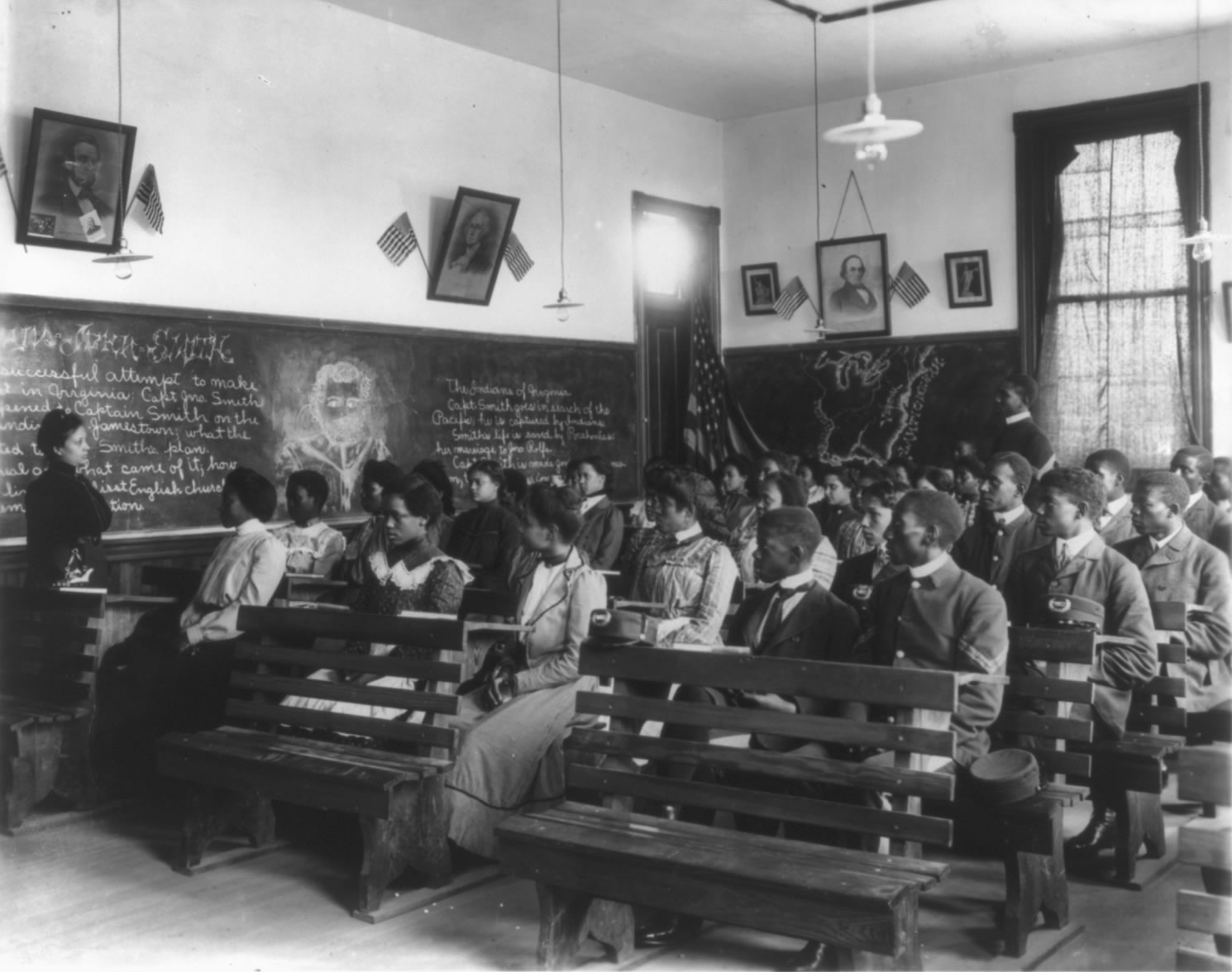
Geschichtsklasse 1902

Die Hochschule wurde 1880 von Lewis Adams, einem ehemaligen Sklaven, der sich selbst mehrere Sprachen, Lesen und Schreiben beigebracht hatte, und George Campbell, einem ehemaligen Sklavenhalter, gegründet. Adams war ein ausgezeichneter Blechschmied, Sattler und Schuhmacher und wurde als ein prominenter Führer in der African American Community von Macon County, Alabama, anerkannt. Aus diesem Grund fragte ihn W. F. Foster, ein weißer Kandidat für den Senat des Staates, was er als Gegenleistung für die Sicherung der Stimmen der Schwarzen haben wolle. Adams hat darum gebeten, dass eine Bildungseinrichtung für Schwarze gegründet werden solle. Nachdem Foster die Wahl 1880 gewonnen hatte, erhielt der Ort Tuskegee 2000 Dollar (pro Jahr) aus dem Gesamthaushalt für eine Lehrerbildungsstätte, die Negro Normal School in Tuskegee im Macon County, zugeteilt.
Über die Erstausstattung der Einrichtung schrieb Rackham Holt in einer Biografie über George W. Carver, ein späteres Mitglied des Lehrkörpers (siehe unten), hinsichtlich der Verwendung einer Geldspende von 100 Dollar:

“Adams claims he stretched it to cover a “good” horse, a secondhand lumber wagon, a plow, harness, and a sack of corn to feed the horse. […] At least the horse enabled the students to start planting cabbages, watermelons, corn, sweet potatoes, and sorghum.”

„Adams behauptet, er habe es so sparsam verwendet, dass es für ein „gutes“ Pferd, einen gebrauchten Holzfäller-Waggon, einen Pflug, Sattelzeug und einen Sack Mais zur Fütterung des Pferdes gereicht habe. […] Das Pferd ermöglichte es den Studenten, mit dem Pflanzen von Kohl, Wassermelonen, Mais, Süßkartoffeln und Sorghumhirse zu beginnen.“

Den Anfang der Einrichtung charakterisierte der erste Leiter der Schule, Booker T. Washington, in seiner Autobiografie wie folgt:

“All of the industries at Tuskegee have been started in natural and logical order growing out of the needs of a community settlement. We began with farming because we wanted something to eat.”

„Alle diese Tätigkeiten wurden in natürlicher und logischer Reihenfolge gemacht, die aus dem Bedarf eines Gemeinwesens erwuchsen. Wir begannen mit der Landwirtschaft, weil wir etwas zu essen wollten.“

Lewis Adams, Thomas Dryer und M. B. Swanson bildeten den Schulvorstand. Die Schule wurde in einem von der Kirche angemieteten kleinen Raum in Tuskegee am 4. Juli 1881 offiziell eröffnet. Als Ausbildungsleiter hatte der Vorstand Booker T. Washington gewinnen können, ebenfalls ein ehemaliger Sklave, damals ein 25-jähriger Lehrer am Hampton Institute in Virginia. Er blieb Schulleiter von 1881 bis zu seinem frühen Tod 1915 im Alter von 59 Jahren. Er modellierte Tuskegee nach seiner eigenen Erfahrung im Hampton Institute. In diesen 34 Jahren führte er das Tuskegee Institute zu nationaler Bedeutung. Schon 1882 vermochte er mit der Hilfe vermögender Unterstützer ein ehemaliges Plantagengelände zu erwerben, auf dem die künftigen Universitätsgebäude hauptsächlich von den Studenten durch Eigenleistungen errichtet wurden und auf dem die Universität bis heute beheimatet ist.
Washington konnte einige wichtige Mitarbeiter gewinnen, die dann eigene Fakultäten eröffneten, so den Botaniker George Washington Carver, ferner Robert Robinson Taylor, den ersten schwarzen Architekten vom Massachusetts Institute of Technology (MIT), und David A. Williston, einen der ersten afro-amerikanischen Landschaftsarchitekten. 

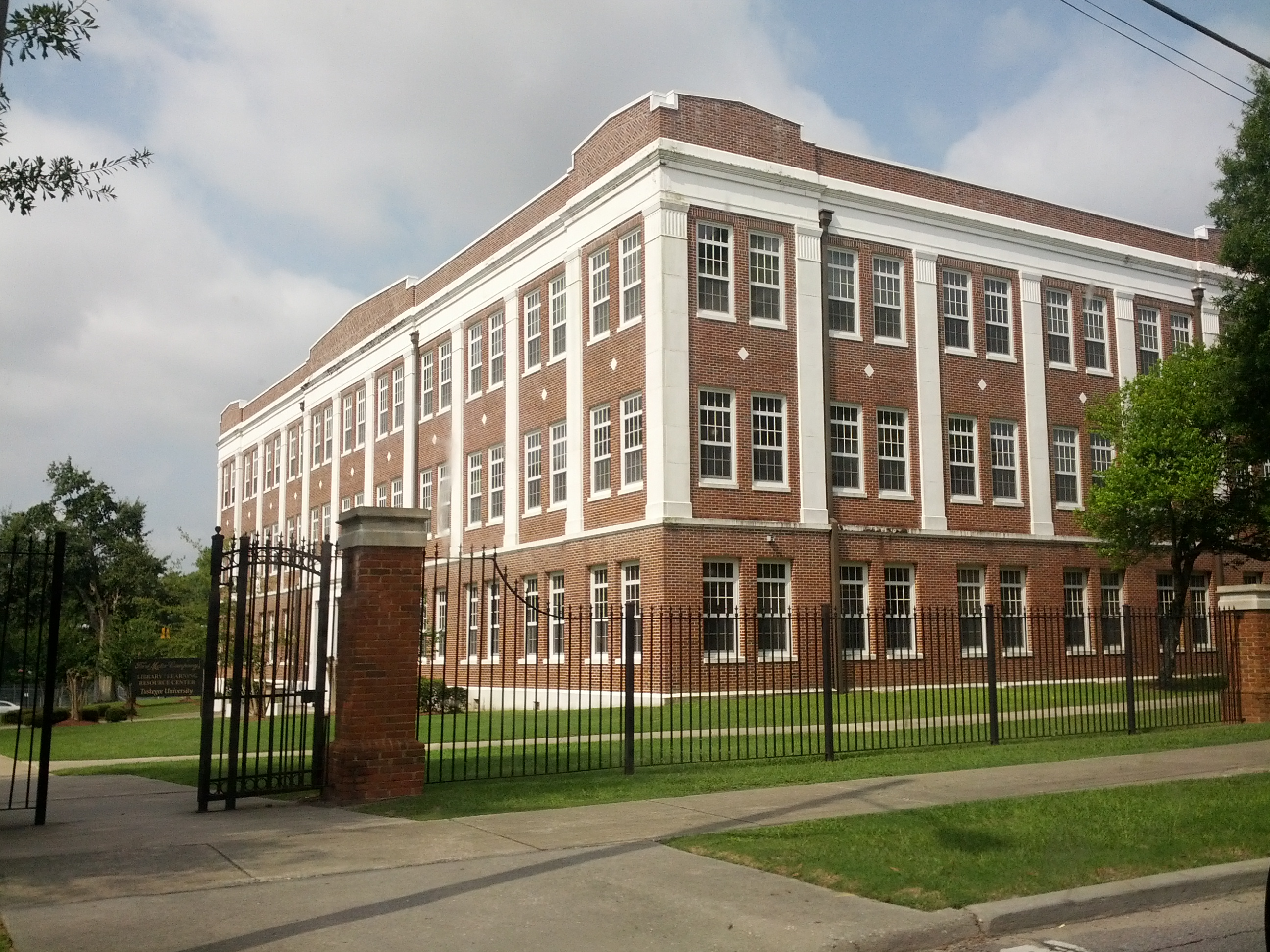
1932 errichtete Hauptbibliothek der Universität

1892 erhielt die Negro Normal School die Erlaubnis, ihren Namen in Tuskegee Normal and Industrial Institute zu ändern und den vom Staat unabhängigen Universitätsbetrieb aufzunehmen. B. T. Washington war mittlerweile eine Berühmtheit als Prediger und als führender Sprecher der Afroamerikaner in den Vereinigten Staaten. Er hatte ein Netzwerk vermögender Geldspender zusammengebracht, das Persönlichkeiten wie Andrew Carnegie, Collis P. Huntington, John D. Rockefeller und Henry Huttleston Rogers (Gründer von Standard Oil) umfasste. Ein weiterer prominenter Unterstützer der Universität war Julius Rosenwald, Sohn jüdischer Einwanderer, self-made-man und mittlerweile Firmenchef von Sears, Roebuck and Company in Chicago. Er hatte sich mit anderen jüdischen Freunden des Anliegens der Afroamerikaner speziell in den Südstaaten angenommen. B. T. Washington und Rosenwald initiierten den Bau von über 5000 Schulen für afroamerikanische Kinder im ländlichen Süden der USA, für die sie die Hälfte der Mittel aufbrachten und die zuständige Kommune den jeweils notwendigen Fehlbetrag finanzieren musste. B. T. Washington starb 1915 an einem Herzinfarkt und hinterließ eine vitale Universität mit einem stattlichen Stiftungsvermögen von über 1,5 Millionen Dollar.

### Zweiter Weltkrieg
Bis zum Beginn des Zweiten Weltkrieges war Afroamerikanern der Dienst in den United States Army Air Forces verwehrt. Hier galt die Rassentrennung in schärferer Ausprägung als in anderen Teilen der US Army. Im Kampf um die Emanzipation der Afroamerikaner und ihre Bürgerrechte ließ sich die Roosevelt-Regierung nach massiven Protesten gegen diese Diskriminierung 1941 darauf ein, am Tuskegee Institute eine Ausbildungsstätte für schwarze Kampfflieger zu schaffen. Eine Trainingsstaffel der US-Luftstreitkräfte wurde am Institut angesiedelt und auf dem sechs Kilometer entfernten Flugplatz Moton untergebracht. Die rund 1000 hier ausgebildeten schwarzen Piloten (dazu wurden noch rund 15.000 Mann Bodenpersonal ausgebildet) wurden als Tuskegee Airmen bekannt, die zahlreiche Luftsiege und Abschüsse im Zweiten Weltkrieg erzielten. Die Tuskegee Airmen National Historic Site am Flugplatz Moton, benannt nach Robert R. Moton, dem Nachfolger von B. T. Washington, wurde 1998 gegründet und umfasst ein Museum mit zahlreichen Ausstellungsstücken zur Geschichte der schwarzen Flieger.

### Nach 1945
Das Tuskegee Institute erwarb den Status einer Universität im Jahr 1985. Heute bietet sie Bachelor-, Master- und Berufs-Studiengänge an. Sie hat immer noch eine starke Ausrichtung auf die Beziehung zwischen Bildung und Arbeitskraft, was heute „technischer Bereich“ genannt wird. Tuskegee war das erste „schwarze“ College, das als Registered National Historic Landmark (1966) bezeichnet wurde, und ist als einziges „schwarzes“ College eine National Historic Site.

### Präsidenten
Die Inhaber des Präsidentenamts waren:
1. Booker Taliaferro Washington (* 1856), gründete die Hochschule und war bis 1915 Präsident
2. 1915 bis 1935: Robert Russa Moton führte das Institut über 20 Jahre und eröffnete 1923 das erste Krankenhaus, das ausschließlich afroamerikanisches Personal hatte
3. 1935 bis 1953: Frederick Douglass Patterson baute die tiermedizinische Lehre auf
4. 1953 bis 1981: Luther Hilton Foster, Jr. errichtete das Nationale Zentrum für Bioethik (englisch National Center for Bioethics in Research and Health Care)
5. 1981 bis 2010: Benjamin Franklin Payton
6. 2010 bis 2013: Gilbert Leonard Rochon
7. 2014 bis 2017: Brian Lamont Johnson
8. 2018 bis 2021: Lily D. McNair, Psychologin, erste weibliche Präsidentin
9. ab 2021: Charlotte P. Morris

## Zahlen zu den Studierenden und den Dozenten
Im Herbst 2021 waren 2.654 Studierende an der Tuskegee University eingeschrieben (2020: 2.747). Davon strebten 2.184 (82,3 %) ihren ersten Studienabschluss an, sie waren also undergraduates. Von diesen waren 63 % weiblich und 37 % männlich; 1 % bezeichneten sich als asiatisch, 91 % als schwarz/afroamerikanisch, 0 % als Hispanic/Latino und 1 % als weiß. 470 (17,7 %) arbeiteten auf einen weiteren Abschluss hin, sie waren graduates. Es lehrten 272 Dozenten an der Universität, 236 in Vollzeit und 36 in Teilzeit.